# Auxopus kamerunensis
Auxopus kamerunensis är en orkidéart som beskrevs av Rudolf Schlechter. Auxopus kamerunensis ingår i släktet Auxopus och familjen orkidéer. Inga underarter finns listade i Catalogue of Life.